# San Pedro (Sucre)
San Pedro est une municipalité colombienne située dans le département de Sucre.